# António de Sousa Chicharo
António de Sousa (Braga 1520), foi o 8º Senhorio de Santarém, heptaneto do rei D. Afonso III de Portugal, descendente do rei Afonso Henriques. 
A sua origem remonta aos reis visigodos, como deduzem os genealogistas em gerações seguidas até o primeiro do apelido, que foi D. Egas Gomes de Sousa, descendente de Fernando I, o Magno (1017-1065), rei de Castela (1035-1065) e Leão (1037-1065), foi um dos cavaleiros da Ordem de Cristo, assim como Senhor de Mortágua. O grau de rico-homem que herda da sua família, ricos-homens do Reino de Portugal, era o título nobiliárquico mais elevado da nobreza no estrato social dos primeiros séculos das monarquias ibéricas. Foi 5º Senhor de Serva e Atei, Senhor da Torre de Santo Estêvão e 5º Senhor de juro e herdade de Penaguião, Gestaçô e Fontes.

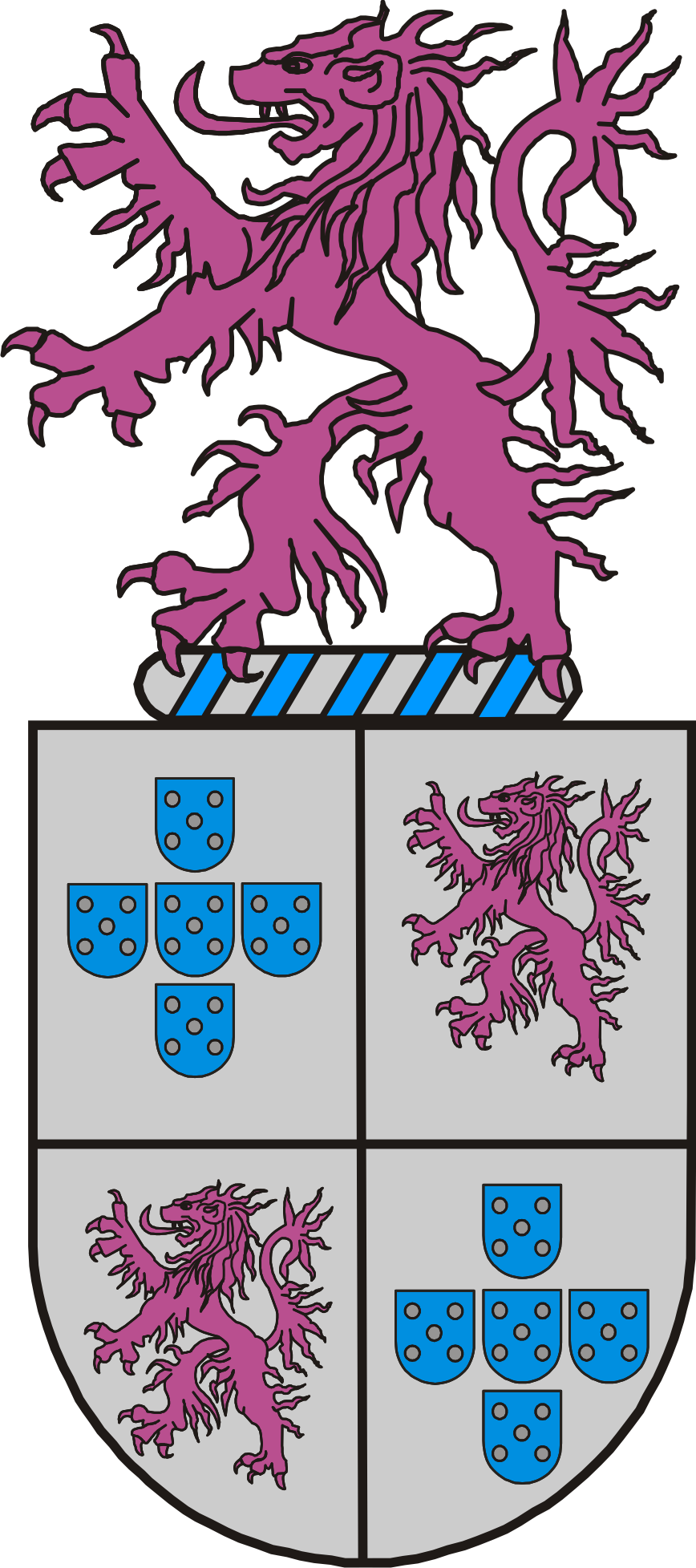
Brasão da Família Souza-Prado

## Relações familiares
Filho de Henrique de Sousa (1480), é heptaneto do rei D. Afonso III de Portugal (5 de Maio de 1210 -?) e  Madragana Ben Aloandro, descendente do Rei  Afonso Henriques e trisneto de D. Lopo Dias de Sousa 1362, Senhor de Mafra,  Ericeira e Enxara dos Cavaleiros.
Descendente directo de  Fernando I, o Magno (1017-1065), rei de Castela (1035-1065).
Primo de 7ª geração de D. Fernando de Portugal, Duque de Viseu (1433-1470), e de 8º grau do rei D. Manuel I de Portugal
Casou-se por duas vezes e teve 5 filhos:
- 1ª Mulher Madalena Garcês (1520):
  - Guiomar de Sousa (1550)
- 2ª Esposa Maria de Miranda (1520):
  - Matias de Sousa (1550)
  - Leonel de Sousa Chicharo
  - Ana de Sousa Chicharo
  - Manuel de Miranda e Sousa
  - Filipa de Sousa Chicharo (1550)

## Títulos
- D. António de Sousa de Portugal
- Senhor de Santarém
- Claveiro da Ordem de Cristo
- Senhor de Serva e Atei
- Senhor de Penaguião, Gestaçô e Fontes
- Senhor da torre de Stº Estêvão